# Ivar Sild

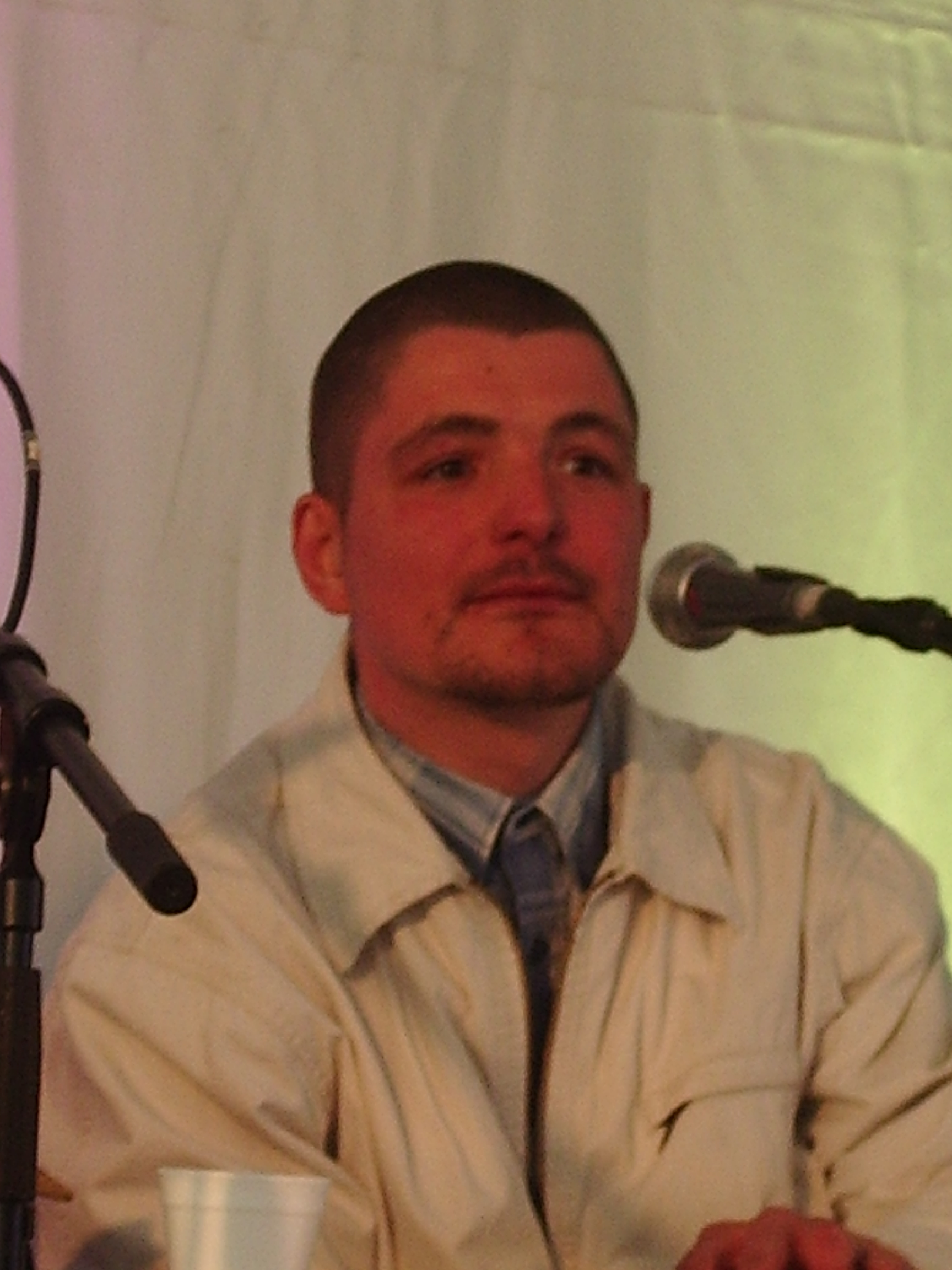

Ivar Sild (* 24. März 1977 in Tallinn) ist ein estnischer Dichter.

## Leben
Sild ging von 1984 bis 1987 in Tallinn zur Schule, war von 1987 bis 1992 auf einem Internat in Orissaare und besuchte von 1992 bis 1997 die Forstwirtschaftsschule in Luua. Nach dem Abitur am Tallinner Abendgymnasium studierte er von 1997 bis 2001 an der Pädagogischen Hochschule von Tallinn estnische Philologie, ohne jedoch einen Abschluss zu machen.
Ivar Sild ist seit 1999 Mitglied der Estnischen Literaturgesellschaft und seit 2002 Mitglied des Estnischen Schriftstellerverbands.

## Schriftstellerisches Werk
Sild war wie Jürgen Rooste in der Tallinner literarischen Gruppierung TNT - Tallinna Noored Tegijad (d. h. Tallinner junge Aktive) aktiv und debütierte in literarischen Zeitschriften. 1996 legte er seinen ersten Gedichtband vor, dem im 21. Jahrhundert ein knappes Dutzend weiterer folgte. Anfangs wurden viele seiner Gedichte im Internet veröffentlicht und gelangten erst später zwischen Buchdeckel.
Silds Dichtung ist charakterisiert worden als ein „Pendeln zwischen Provokation und Pathetik“, wobei gleichzeitig auf eine gewisse Peniszentriertheit hingewiesen wurde. Ursache hierfür ist das offensive Auftreten des Autors gegen die Unterdrückung gleichgeschlechtlicher Liebe, was ihm von manchem Kritiker in Estland nicht in Dank abgenommen wird. Andere jedoch loben seine Unkonventionalität und verglichen ihn mit Toomas Liiv, der ebenfalls ein Außenstehender gewesen sei.

## Bibliografie
- Valimata luulet ('Unausgewählte Dichtung'). Jõgeva: Jõgevamaa Metsaselts s. a. [1996]. 77 S.
- Pildimasin ('Bildmaschine'). Tallinn: Bahama Press 2001. s.p.
- (gemeinsam mit Jürgen Rooste): Pegasus on pisut pervers ('Pegasus ist ein bisschen pervers'). Tallinn: Perioodika 2002. 71 S. (Loomingu Raamatukogu 1/2002)
- Minu erinnüsid ('Meine Erinnyien'). Lindanise: LauaPealne 2002. s.p.
- Usk, loodus, armastus ('Glaube, Natur, Liebe'). Russalka (Tallinn): Lauapealne 2002. 64 S.
- Siniveri ja surrogaat ('Blaues Blut und Surrogat'). 2000. Alliku: LauaPealne. Russalka 2003. s.p
- Oletus LauaPealne, Alliku 2004.
- Spermaga ja puha ('Mit Sperma und Schluss'). Pärnu: Jumalikud ilmutused 2006. 80 S.
- Tantsiv linn ('Die tanzende Stadt'). Tallinn: Tuum 2007. 133 S.
- Diivan ('Das Sofa'). Alliku: LauaPealne 2008. s.p.
- Mutant kuurinurgas ('Mutant In der Ecke des Schuppens'). Saarde-Pärnu: JI 2017. 112 S.
- Heinakõrred ('Grashalme'). Alliku: LauaPealne 2016. 88 S.
- Taas kasutu ('Wieder Nutzlos'). Alliku: Lauapealne 2018, 92 S.
- Näita mulle päikest ('Zeig mir die Sonne'). Alliku: Lauapealne 2018, 60 S.